# Arctonotus clarki
Arctonotus clarki är en fjärilsart som beskrevs av Barnes och Benjamin 1923. Arctonotus clarki ingår i släktet Arctonotus och familjen svärmare. Inga underarter finns listade i Catalogue of Life.